# Daniela López
Daniela Macarena López (* 9. April 1997) ist eine chilenische Tennisspielerin.

## Karriere
López spielt bislang überwiegend Turniere auf der ITF Women’s World Tennis Tour, wo sie bislang einen Doppeltitel gewonnen hat.
2018 bestritt sie in der chilenischen Fed-Cup-Mannschaft ein Doppel, das sie verlor.

## Turniersiege

### Doppel
| Nr. | Datum            | Turnier | Kategorie   | Belag | Partnerin      | Finalgegnerinnen                       | Ergebnis         |
| --- | ---------------- | ------- | ----------- | ----- | -------------- | -------------------------------------- | ---------------- |
| 1.  | 4. November 2016 | Cúcuta  | ITF $10.000 | Sand  | Bárbara Gatica | María Paulina Pérez Paula Andrea Pérez | 6:4, 4:6, [10:4] |